# Boise City (Oklahoma)
Boise City es una ciudad ubicada en el condado de Cimarron en el estado estadounidense de Oklahoma. En el año 2010 tenía una población de 	1266 habitantes y una densidad poblacional de 383,64 personas por km².

## Geografía
Boise City se encuentra ubicada en las coordenadas 36°43′48″N 102°30′41″O / 36.73000, -102.51139 (36.730115, -102.511419).

## Demografía
Según la Oficina del Censo en 2000 los ingresos medios por hogar en la localidad eran de $30,071 y los ingresos medios por familia eran $35,761. Los hombres tenían unos ingresos medios de $23,088 frente a los $17,679 para las mujeres. La renta per cápita para la localidad era de $15,821. Alrededor del 19.1% de la población estaban por debajo del umbral de pobreza.